# Ethelsville, Alabama
Ethelsville là một thị trấn thuộc quận Pickens, tiểu bang Alabama, Hoa Kỳ. Dân số năm 2009 là 75 người, mật độ đạt 51 người/km².